# Surduk
Surduk (ćir.: Сурдук) je naselje u općini Stara Pazova u Srijemskom okrugu u Vojvodini.

## Stanovništvo
U naselju Surduk prema popisu stanovništva iz 2002. godine živi 1.589 stanovnika, od toga 1.308 punoljetna stanovnika, prosječna starost stanovništva iznosi 43,0 godina (41,2 kod muškaraca i 44,6 kod žena). U naselju ima 543 domaćinstava, a prosječan broj članova po domaćinstvu je 2,93.
Prema popisu iz 1991. godine u naselju je živjelo 1.253 stanovnika.
| Etnički sastav 2002. |            |        |
| Narod                | Stanovnika | %      |
| Srbi                 | 1.463      | 92,07% |
| Romi                 | 61         | 3,83%  |
| Slovaci              | 10         | 0,62%  |
| Hrvati               | 7          | 0,44%  |
| Crnogorci            | 6          | 0,37%  |
| Mađari               | 4          | 0,25%  |
| Jugoslaveni          | 4          | 0,25%  |
| Bugari               | 2          | 0,12%  |
| Slovenci             | 2          | 0,12%  |
| ostali               | 3          | 0,18%  |
| nepoznato            | 8          | 0,50%  |

| broj stanovnika | 1687  | 1712  | 1782  | 1467  | 1332  | 1253  | 1589  |
|                 | 1948. | 1953. | 1961. | 1971. | 1981. | 1991. | 2001. |

## Vanjske poveznice
- Karte, udaljenosti, vremenska prognoza
- Satelitska snimka naselja  Arhivirana inačica izvorne stranice od 8. ožujka 2021. (Wayback Machine)